# Malakanahalli, Ranibennur
Malakanahalli là một làng thuộc tehsil Ranibennur, huyện Haveri, bang Karnataka, Ấn Độ.